# Jinnenahalli, Channarayapatna
Jinnenahalli là một làng thuộc tehsil Channarayapatna, huyện Hassan, bang Karnataka, Ấn Độ.